# Synagoge (Pakruojis)

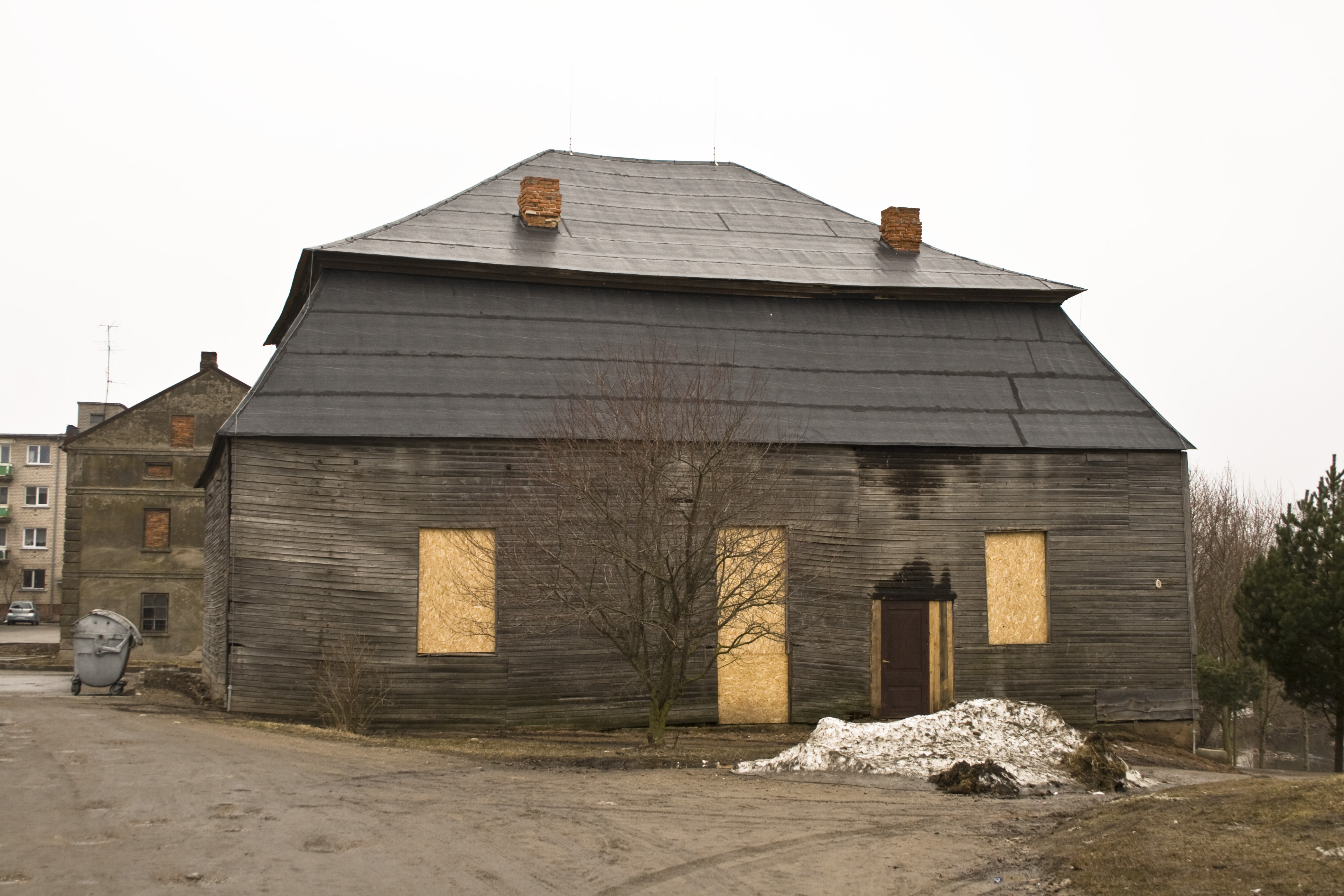
Die Synagoge in Pakruojis vor der Renovierung (2011)

Die Synagoge in Pakruojis, einer Stadt in der Rajongemeinde Kaunas in Litauen, wurde 1801 errichtet und 1895 renoviert. Die profanierte Synagoge in der Kranto-Straße ist ein geschütztes Kulturdenkmal.
Sie bildete zusammen mit einer weiteren Holzsynagoge und einem Shtibl, ebenfalls aus Holz, den Shulhoyf; das Ensemble überstand zwei Brände im 19. Jahrhundert. Die deutschen Besatzer hielten die jüdische Bevölkerung auf dem Gelände fest (Juli 1941), von wo aus sie nach Morkakalnis gebracht und dort ermordet wurde. Das Bauensemble bestand noch in der Nachkriegszeit, 1970 wurde das Shtibl abgerissen, vor 1997 die zweite Synagoge. Nach Leerstand bis 1954 war das Gebäude bis 1971 Kino, danach Turnhalle, Geschäft und stand schließlich wieder leer.
Nach einem Brand 2009 wurde das Holzgebäude ab 2014 renoviert. Im Mai 2017 erfolgte im Beisein des israelischen Botschafters und weiterer Honoratioren die feierliche Wiedereröffnung.
Es handelt sich um einen frühklassizistischen Holzbau mit Mansarddach. Der Vorraum mit Wintersynagoge liegt im Nordwesten, darüber, etwas vorspringend und durch zwei hölzerne dorische Säulen gestützt, die Frauenempore. Das Tonnengewölbe erhielt eine Ausmalung (um 1895). Details zu Toraschrein, Bima und Lampen sind durch historische Fotografien dokumentiert.